# 제이슨 매캐슬린
제이슨 매캐슬린(Jason McCaslin, 1980년 9월 3일 ~ )은 캐나다의 베이시스트로, 썸 41의 일원이다. 별명은 콘 인데, 맨날 점심시간에 아이스크림 콘을 사 먹는다고 학교 동창이자 밴드 일원인 데릭 위블리가 지어준 별명이다.

### 활동
썸 41이 베이스를 구할 때 시험을 치고 들어왔으며, 시험을 치기 전의 직업은 영화관 청소부였다고 한다. 미국의 락 밴드 H2O의 토드 모스와 사이드 프로젝트인 The Operation M.D.를 하고 있다.

### 사생활
2008년 9월 5일 Shannon Boehlke와 결혼하였으며, 2014년 12월 22일에 아들 Max Grey McCaslin을 낳았다.

## 같이 보기
- 썸 41